# Astronomia cultural
A astronomia cultural é um campo interdisciplinar que estuda como diferentes culturas, antigas e atuais, percebem e integram os fenômenos celestes em sua visão de mundo. Engloba a arqueoastronomia, voltada ao papel da astronomia em civilizações antigas, e a etnoastronomia, que une pesquisa textual, etnologia e interpretação de iconografias para reconstruir modos de vida, técnicas e rituais astronômicos. Também dialoga com a astronomia histórica, a história da astronomia e da astrologia.

## Relação histórica com o céu
Desde a Antiguidade, sociedades humanas observavam o céu para organizar a vida cotidiana. Ciclos solares e lunares determinavam calendários agrícolas e de caça, enquanto fenômenos celestes inspiravam cosmogonias, divindades e símbolos culturais. As constelações funcionavam como representações de valores e narrativas sociais, mostrando que o céu não era apenas objeto de observação, mas também de significação cultural.
Eclipses e outros eventos eram observados e interpretados de formas diversas: dragões chineses engolindo o Sol, jaguares maias devorando a Lua ou deuses esquimós interagindo. Essas interpretações, além de simbólicas, forneceram dados que impulsionaram avanços científicos, desde a comprovação da esfericidade da Terra até testes da Relatividade Geral.

## Técnicas e Ferramentas de Observação
A astronomia cultural inclui o estudo das técnicas usadas por diferentes povos. Navegadores polinésios, por exemplo, memorizavam mapas estelares e calculavam latitude pela altitude das estrelas, como o Cruzeiro do Sul ou Sirius. Constelações específicas orientavam rotas e atividades sazonais. Monumentos megalíticos — Stonehenge, Cromeleque dos Almendres, Callanish — e instrumentos simples como o gnômon eram usados para registrar nascimentos e ocasos solares, pontos cardeais e previsões de eclipses, combinando utilidade prática e simbologia.